# Stick pusher
Stick pusher é um dispositivo instalado em algumas aeronaves de asa fixa para evitar que esta entre em um estol aerodinâmico. Algumas grandes aeronaves de asa fixa possuem características de controlabilidade ruins após um estol ou são vulneráveis a um estol profundo. Para prevenir que a aeronave chegue ao estol, o fabricante pode instalar um dispositivo hidráulico ou eletro-mecânico que empurra o sistema de controle do profundor para frente sempre que o ângulo de ataque da aeronave atinge um valor pré-determinado e então pára de empurrar quando este ângulo de ataque diminuir suficientemente. Um sistema para este propósito é conhecido como stick pusher.
Os requisitos de segurança operacional aplicável a aeronaves de asa fixa na categoria "transporte" e também para muitas aeronaves militares, são muito exigentes nas qualidades de manobrabilidade em pré-estol e na recuperação de um estol. Algumas destas aeronaves não são capazes de cumprir os requisitos unicamente com as qualidades aerodinâmicas "naturas", dependendo então de um sistema que monitore constantemente os parâmetros críticos e ative automaticamente para reduzir o ângulo de ataque quando necessário para evitar um estol. Os parâmetros críticos incluem o ângulo de ataque, velocidade em relação ao ar, seleção de flap e carga alar. Não é requerida nenhuma ação do piloto para reconhecer o problema ou reagir a ele.
Os fabricantes de aeronave que instalam estes sistemas reconhecem que há um risco deste ser acionado erroneamente quando não desejado. Desta forma, eles devem também fornecer aos tripulantes uma provisão para lidar com a ativação indesejada do stick pusher. Em algumas aeronaves equipadas com esse sistema, o stick pusher pode ser contrariado pelo piloto. Em outras, o sistema pode ser manualmente desativado por ele. 
O stick pusher não deve ser confundido com stick shaker, um dispositivo que avisa ao piloto de um estol iminente através de vibrações rápidas e ruidosas do manche (o "stick").

### Acidentes relacionados a estol
- Voo British European Airways 548
- Colgan Air Flight 3407 (Codeshare como Voo Continental Connection 3407)